# متلازمة عدم الحساسية للإستروجين

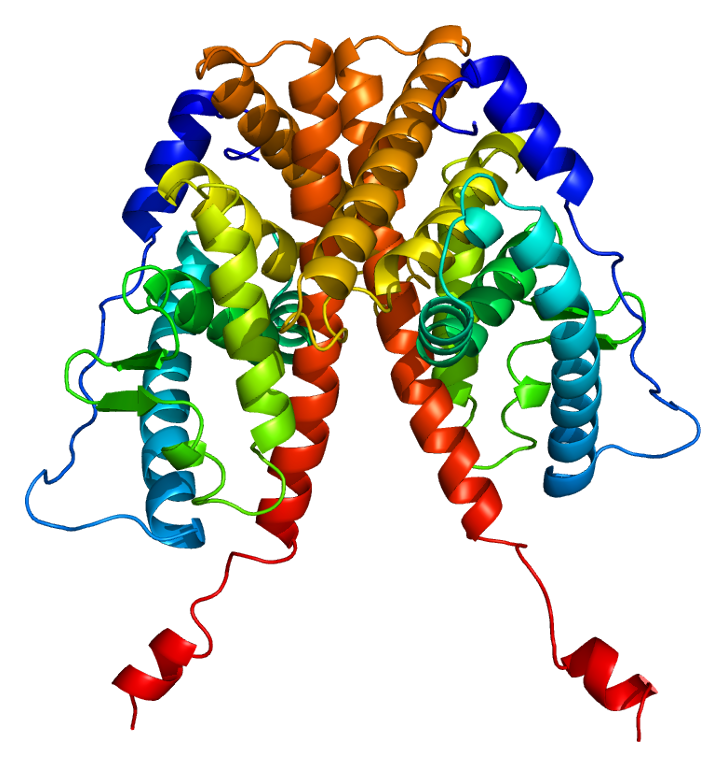
ينتج EIS عندما تكون وظيفة مستقبلات هرمون الاستروجين ألفا (ERα) ضعيفة. ويتوسط بروتين ERα (في الصورة) معظم تأثيرات هرمون الاستروجين في جسم الإنسان.

متلازمة عدم الحساسية للاستروجين (EIS)، أو مقاومة الاستروجين، هي شكل من أشكال نقص الاستروجين الخلقي أو نقص التمثيل الغذائي.

## أسباب حدوثها
تحدث بسبب مستقبل هرمون الاستروجين المعيب (ER) وخاصة مستقبل هرمون الاستروجين ألفا (ERα) الذي يؤدي إلى عدم قدرة الاستروجين علي توسيط آثاره البيولوجية في الجسم.
ويحدث نقص هرمون الاستروجين الخلقي بشكل بديل وذلك بسبب حدوث خلل في الأروماتاز ،الذي هو الإنزيم المسؤول عن التخليق الحيوي لهرمون الاستروجين ، وهذه حالة يشار إليها بنقص الأروماتاز وهي مشابهة في الأعراض إلى EIS.